# Kosičky
Kosičky (německy Kleinkositz) jsou obec v okrese Hradec Králové. Žije v ní 344 obyvatel.

## Historie
První písemná zmínka o vsi Kosičky pochází z roku 1369 v době, kdy Kosičky držel Čeněk z Přestavlk.
V blízkosti stávala vesnice Třesice, která zanikla za třicetileté války. Její jméno připomíná Třesický rybník a bývalý státní statek.

## Obyvatelstvo
| Rok            | 1869 | 1880 | 1890 | 1900 | 1910 | 1921 | 1930 | 1950 | 1961 | 1970 | 1980 | 1991 | 2001 | 2011 | 2021 |
| -------------- | ---- | ---- | ---- | ---- | ---- | ---- | ---- | ---- | ---- | ---- | ---- | ---- | ---- | ---- | ---- |
| Počet obyvatel | 446  | 569  | 553  | 528  | 538  | 530  | 510  | 406  | 391  | 357  | 334  | 360  | 380  | 380  | 334  |
| Počet domů     | 68   | 78   | 82   | 86   | 96   | 98   | 107  | 110  | 103  | 102  | 93   | 112  | 117  | 119  | 123  |

## Obecní správa
Od 1. července 1980 do 31. prosince 1991 k obci patřila Babice.

### Obecní symboly
Znak a vlajka byly obci uděleny rozhodnutím předsedkyně Poslanecké sněmovny Parlamentu České republiky dne 13. října 2023.

## Pamětihodnosti
- Venkovský dům čp. 79
- Venkovský dům čp. 47
- Venkovská usedlost čp. 46
- Venkovská usedlost čp. 80

## Galerie

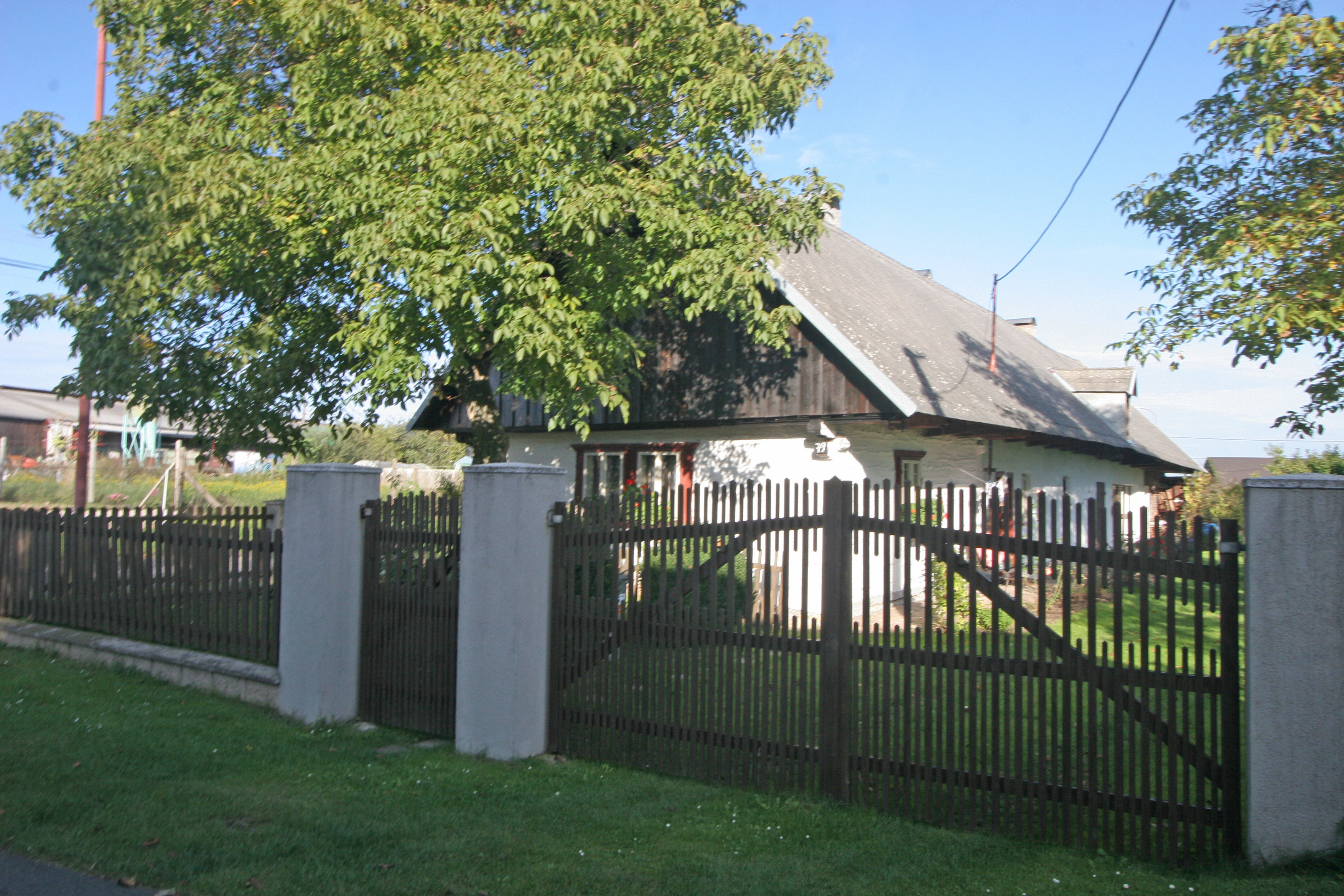
Stavení čp. 79
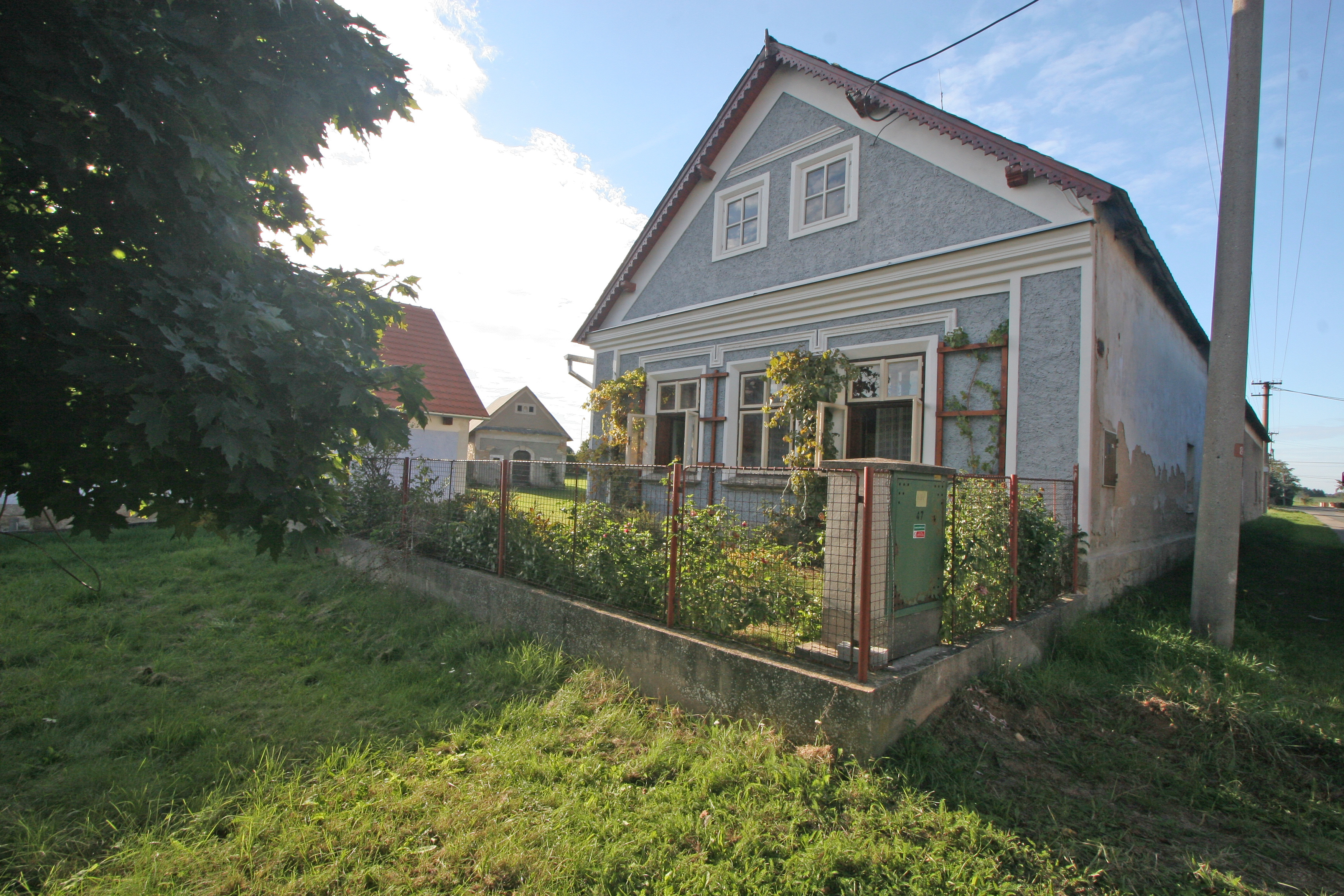
Stavení čp. 47
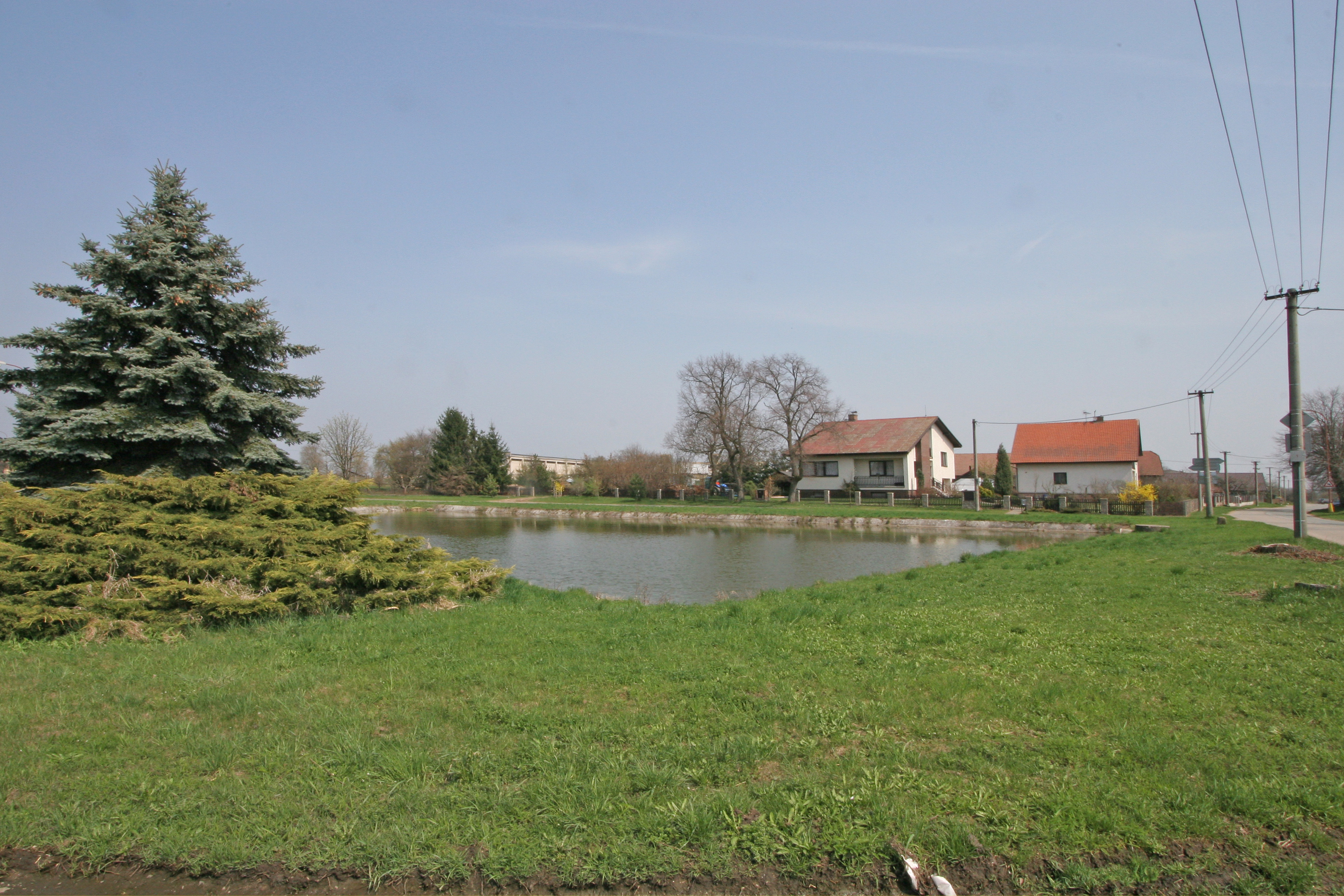
Návesní rybník
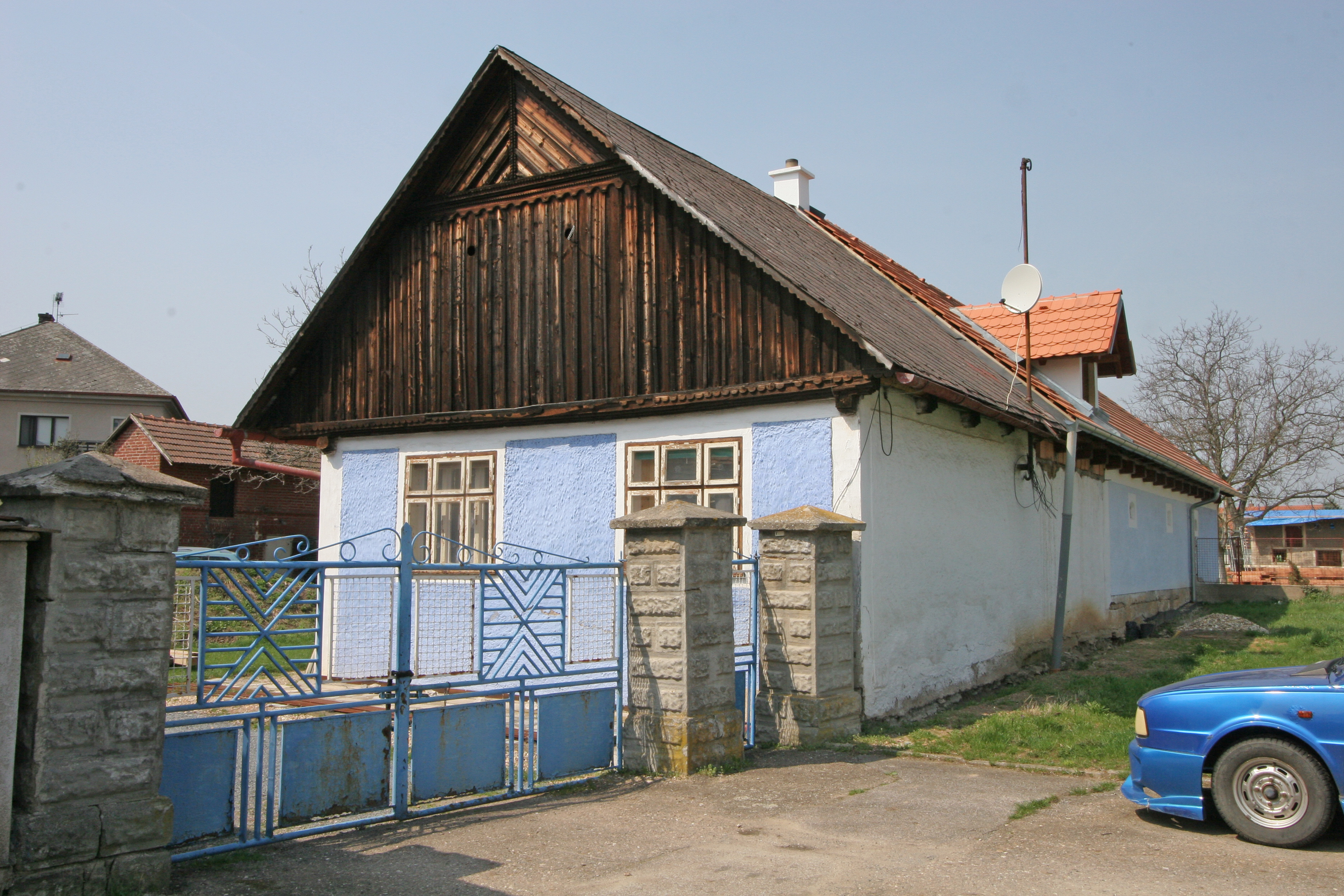
Stavení čp. 46
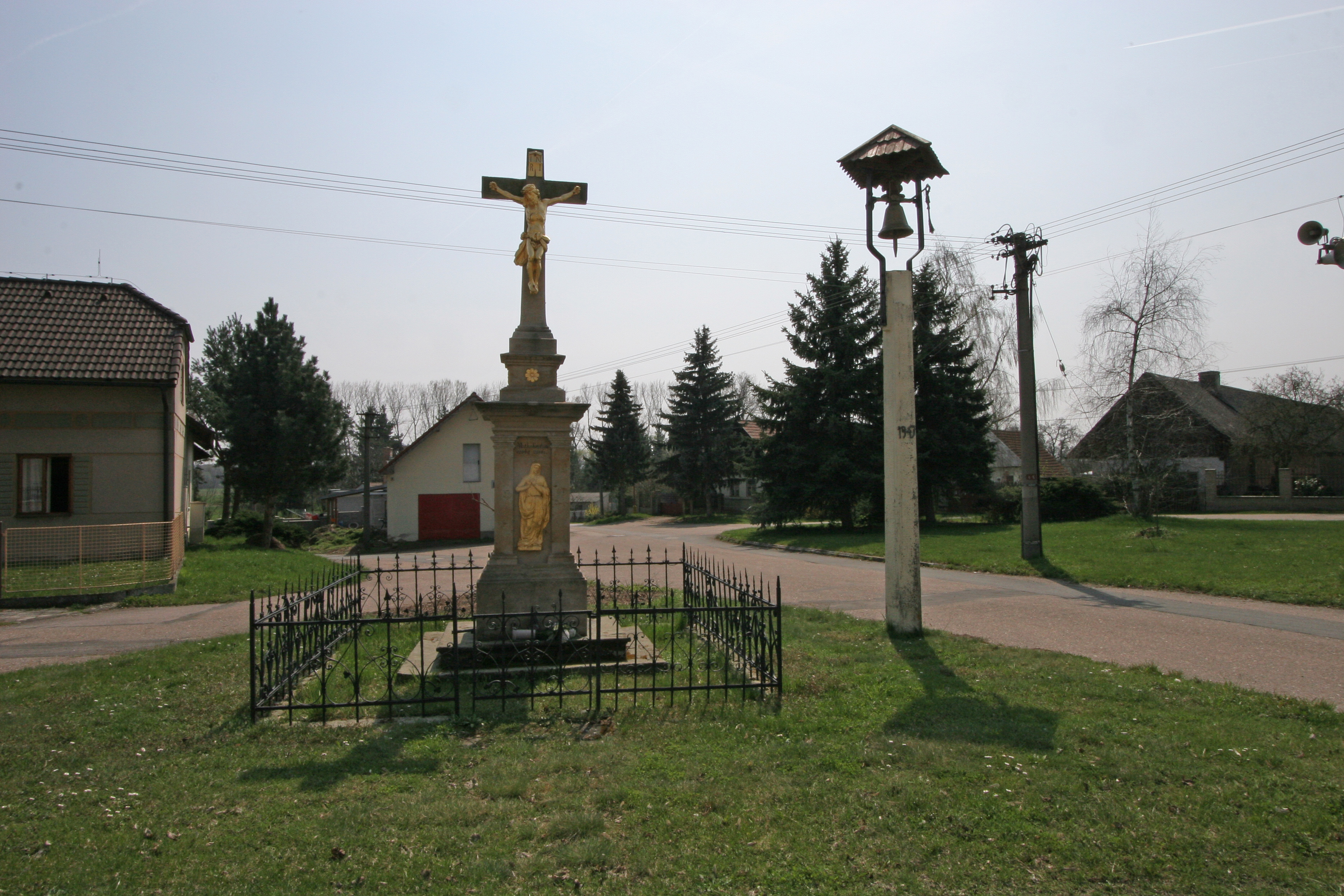
Křížek a zvonice
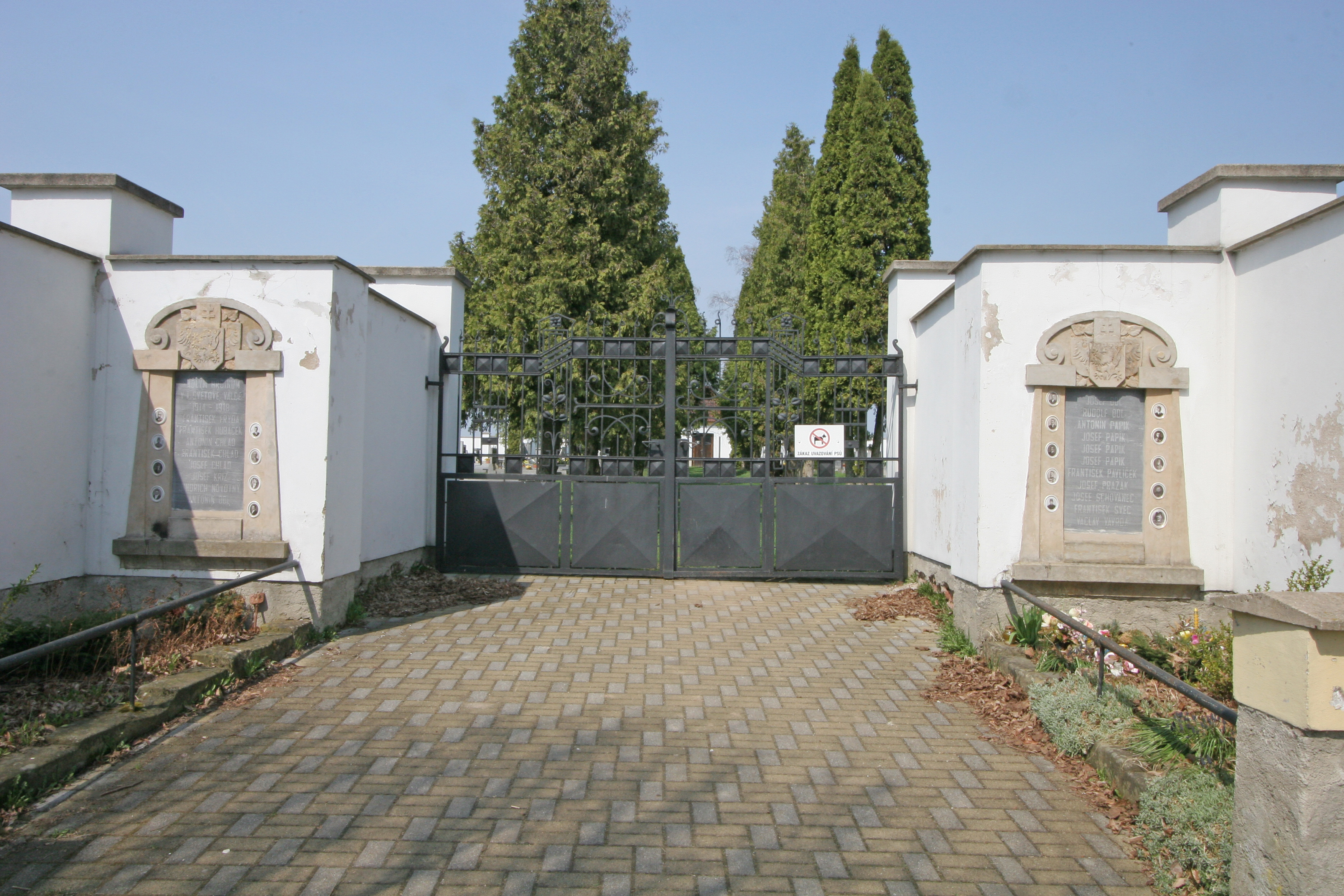
Památník padlých